# ステラ☆HAPPYStyle! 〜白桃はなと百瀬あすかのMOMOトーク!〜
『ステラ☆HAPPYStyle! 〜白桃はなと百瀬あすかのMOMOトーク!〜』（すてらはっぴーすたいる しらとはなとももせあすかのももとーく）は、ふくろうエフエムで2022年5月13日（12日深夜）から放送されていたラジオ番組、配信番組。

## 概要

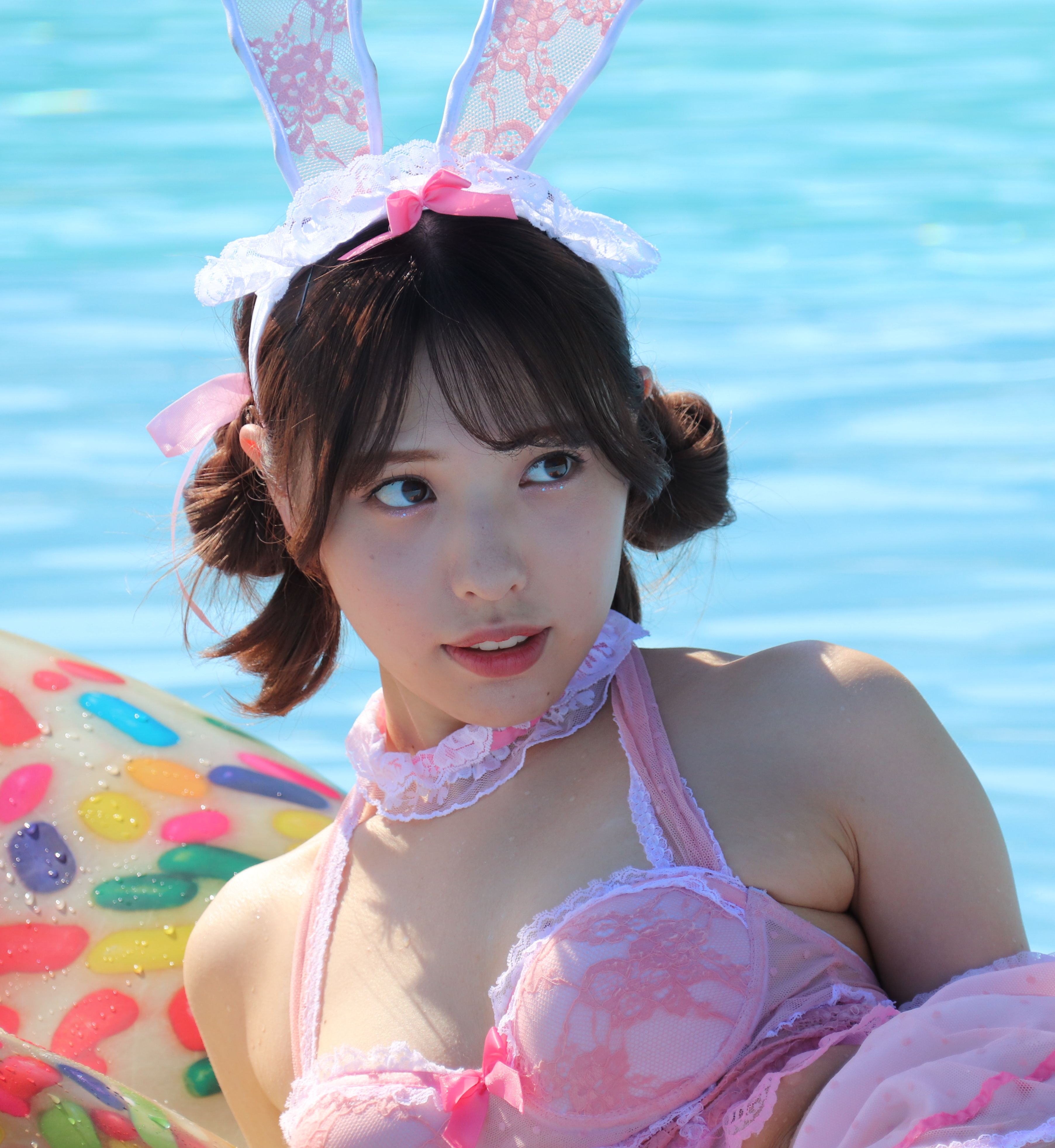
白桃はな（2022年撮影）

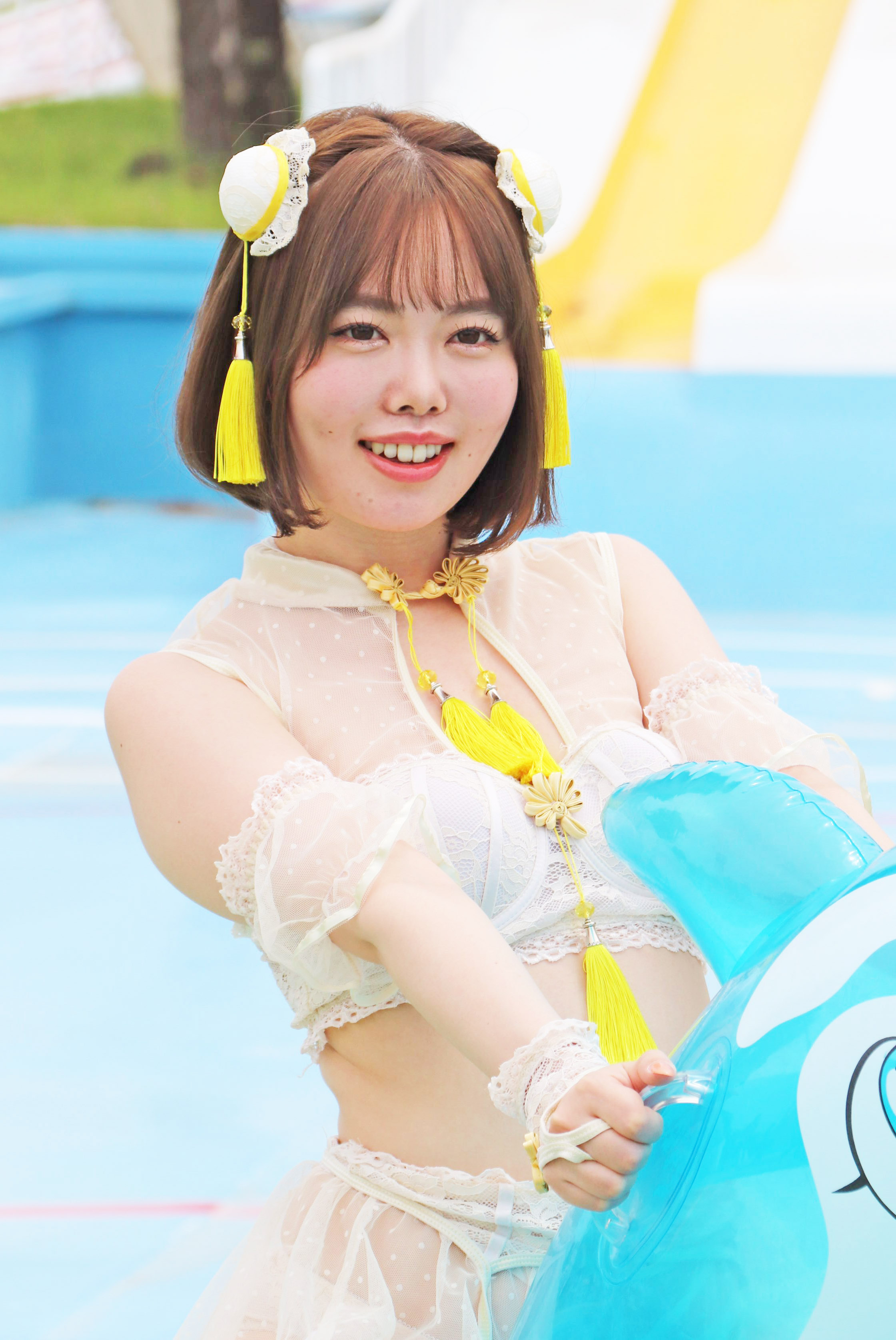
百瀬あすか（2023年撮影）

白桃はなと百瀬あすかによるトーク＆音楽番組。公開配信番組として制作されており、収録日に先行してZOOMで公開。一部YouTubeで公開し、30分に編集されたものがラジオ番組として放送される。第1回収録は2022年4月13日。収録自体は1時間行っている。
ともに2020年秋デビューの同期で、同じロリ系キカタンの名前を混同しやすい2名ということでキャスティングされたが、互いに（少なくとも性格は）似てはいないと述べている。
番組名は「ステラ☆HAPPYStyle!」が番組枠の名前であり、第2週が本項目の番組となる。「MOMOトーク」はMCの名前に共に「もも」が入っていることにちなむが、白桃の読みは「しらと」である。
ふくろうエフエムは千葉県八千代市を中心としたコミュニティ放送局であるが、千葉県で収録されたことはなく、東京都品川区平賀スクエアでの収録である。
ラジオ番組としての配信はJCBAインターネットサイマルラジオで行われた。

## パーソナリティ
白桃はな
マインズ所属のセクシー女優。一人称はしらと。最終回は未出演。
百瀬あすか
リスタープロ所属のセクシー女優。番組では進行役となることが多い。一人称は自分。

## 主なコーナー
ワンテーマトーク
その月のテーマでトークを行う。初回は自己紹介および2人の出会いトーク。「7月」などアバウトなお題も多く、互いの近況をトークすることが多い。ラジオ放送用にストップウォッチで10分時間を計りながら収録しており（初回はコーナーが少ないこともあり、10分＋10分）、経過時間を見て大幅に脱線したことに気付いたり、時間がないと焦る様子も見どころ。リクエスト曲を挟み次コーナーへ移る。
お便りコーナー
事前に送ってもらった視聴者からのメールに答えていく。
視聴者からの一問一答
観覧公開収録観覧者、およびZOOM視聴者からの一問一答に答えていく。